# 佐野美術館

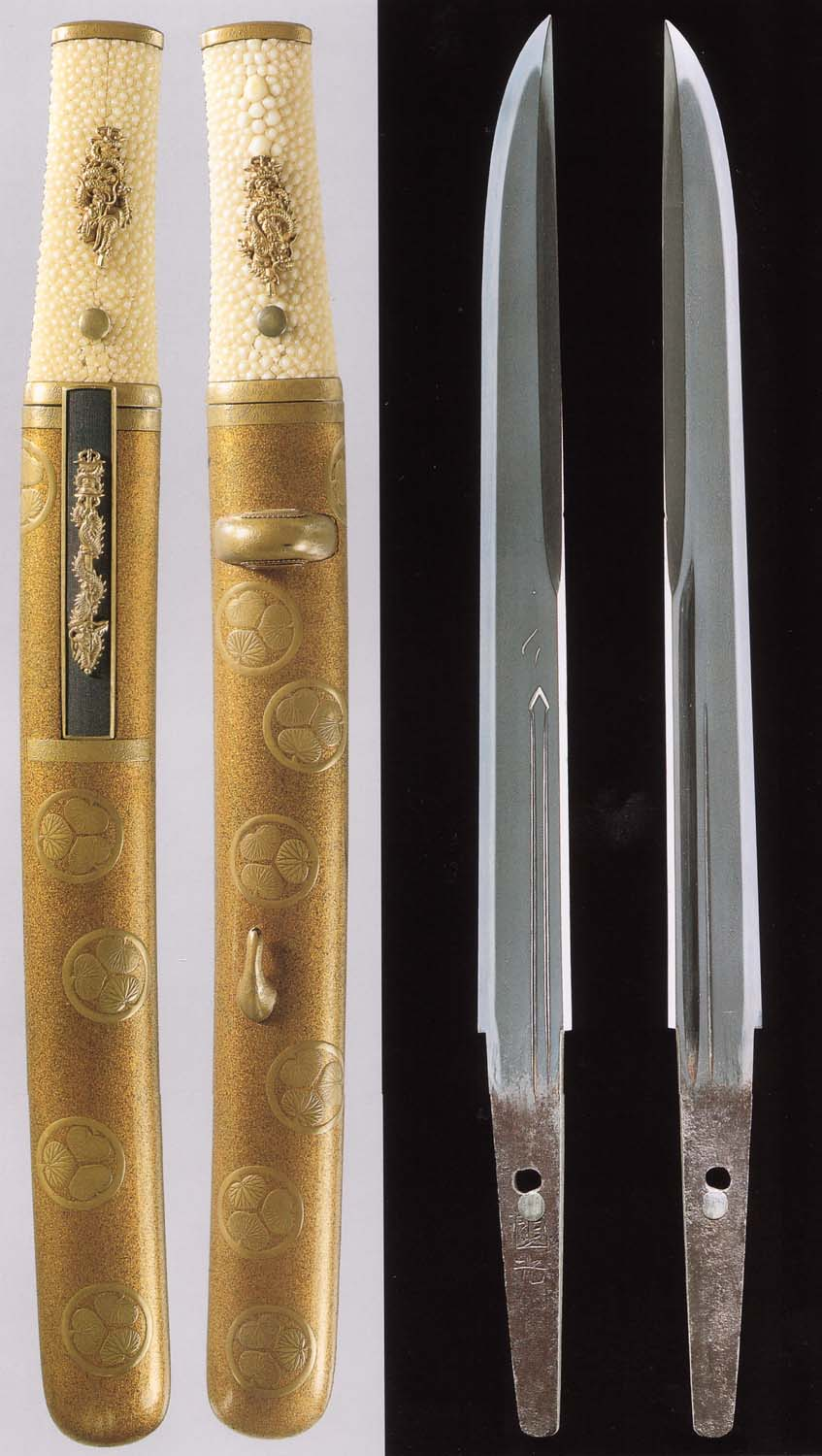
短刀 銘国光 拵：金梨地葵紋散蒔絵合口拵

佐野美術館（さのびじゅつかん、英語: Sano Art Museum）は、静岡県三島市中田町にある私立の美術館。運営主体は公益財団法人佐野美術館。

## 概要
1966年（昭和41年）に佐野隆一の寄付によって設立し、現在は公益財団法人佐野美術館が運営している。

## 収集・展示
日本刀・陶磁器・青銅器・金銅仏・銅鏡・能面・絵画・書などの美術工芸品が収蔵されており、特に日本刀のコレクションで知られる。
敷地内には、「隆泉苑」と呼ばれる回遊式の日本庭園があり、湧水が四季変わらず湧いている。この庭園は昭和初期に佐野隆一が造らせたもので、佐野の没後、遺族により当館に寄贈されたものである。1997年（平成9年）、隆泉苑の表門と園内の日本家屋が登録有形文化財に登録された。
展示方法は、年数回の展覧会と刀剣等の常設展示を組み合わせている。主な展示スペースは展覧会用となっており、常設展示スペースは少なめとなっている。展覧会は絵本原画から、刀剣まで幅広く行っており展覧会の内容は佐野美術館ホームページで確認することができる。入館料は展覧会によっては変動するが、概ね1000円となっている。
昨今の展示の目玉として、名槍蜻蛉切が年数回展示され、いわゆる「刀剣女子」の人気を集めている。

## 文化財
国宝
- 薙刀 銘備前国長船住人長光造

鎌倉時代(13世紀) 薙刀造り 鍛造 刃長44.2cm 反り1.7cm
長光は鎌倉時代を代表する備前国(現在の岡山県)長船の刀工。長船派の祖・光忠の子で、大工房の長として活躍し、同時代では在銘作が最も多く残る刀工である。作風は、父親に似た華やかな丁子乱れの作から、変化の少ない互の目調のものまで多様である。薙刀は、鎌倉時代から室町時代にかけて実戦で使われた消耗品であるため、本品のように保存状態がよいものは非常に珍しい。津山松平家に伝来した。昭和63年、佐藤寛治より寄贈。
重要文化財
- 短刀 銘国光

刀身/鎌倉時代(13世紀) 冠落し造り 鍛造 刃長 25.1cm 内反り
拵江戸時代 金梨子地塗 合口拵 総長 38.9cm
茎先まで神経の行き届いた気品高い冠落し造りの姿に、緊張感のある直刃を焼く。短刀の名手・新藤五国光を代表する名刀である。国光は永仁元年(1293年)の年紀が残る鎌倉流の実質的な創始者であり、名工正宗の師匠と伝え、京・粟田口派の系統と考えられている。この短刀は、粟田口由来の細かな杢目文の地鉄に沸が美しく光り、刃にも円い沸が並び、刃中には金筋が踊り輝く、沸の魅力あふれる作である。附属する、鐔のない合口拵は江戸時代後期の作で、金梨子地に葵紋蒔絵の鞘に、金工の名門・十五代後藤光美の倶利伽羅龍小柄、目貫が付く。もと細川護立(1883〜1970)の蔵刀であった。
- 刀 無銘正宗（号 疱瘡正宗） 徳川将軍家伝来

鎌倉時代(14世紀) 鎬造り 鍛造 長68.2cm 反り2.7cm
正宗は新藤五国光の門で、鎌倉時代末期に活躍した刀工。精美な地鉄に沸を強調した躍動感あふれる新しい作風を創始、後の刀工に大きな影響を与えた。正宗作として伝世するものの多くは大磨上げで、本作もそのひとつである。青く澄んで冴えた地鉄に、正宗が創出したと伝えるゆったりとしたのたれ文を焼く。刃縁には匂いの上に沸を敷く「雪のむら消え」と賞される景色を見せ、刃中の金筋、地景などの沸が織りなす文様が輝く、静謐な中に躍動感を秘めた作である。藤堂高虎の遺物として献上され、紀伊徳川吉宗が拝領、その後将軍となった吉宗から若君の疱瘡快癒の引出物とされた。以来同様の祝儀に代々使われた由緒を持つ。
- 刀 金象嵌銘備前国兼光 本阿弥（花押）

南北朝時代(14世紀) 鎬造り 鍛造 刃長83.5cm 反り2.3cm
兼光は長船4代目の南北朝時代を代表する名工。初期の作風は父景光に近い片落ち互の目や丁字刃だが、延文(1356〜1360)頃から作風が一転し、大鋒の大太刀に鎌倉風ののたれ文を焼く。本作は後期の典型で、もとは刃長1mを超えたと思われる長大な太刀だが、精美な地鉄に鎌倉流とは異なる静謐なのたれ文を破綻なく焼き、技術の高さを示している。後の時代に磨り上げられ、本阿弥光温による金象嵌が入れられている。太閤秀吉の遺物として前田利常邸で藤堂高虎が拝領、その後、徳川将軍家に伝来した。
- 刀 朱銘義弘 本阿（花押）（名物 松井郷）

鎌倉時代(14世紀) 鎬造り 鍛造 刃長69.4cm 反り1.6cm
義弘は、正宗と同門と伝える越中松倉郷の名工。生ぶ在銘作は現存せず、伝世する作も非常に少ないが、室町時代の刀剣書『往昔抄』に銘のある茎が掲載され、当時から名工として知られていた。この刀は、小板目の極めて細かく精美な地鉄に、直刃を焼く。刃には澄んだ円い沸が深く輝き、冴え冴えとした名品である。『享保名物帳』所蔵で、熊本藩主細川家家老松井興長が所持したことから、「松井江」と呼ばれる。徳川五代将軍綱吉の娘鶴姫が、紀州徳川家に興入れの折に引出物として贈られ、以来同家に伝来した。茎の朱銘は本阿弥光常による。
- 秋草文黒漆太刀拵（中身 銘豊後国行平作）上杉家伝来

太刀 鎌倉時代初期(13世紀) 刃長76.6cm 反り3.6cm
拵 室町時代(16世紀) 総長122.0cm
黒漆太刀は鞘、柄、金具をすべて黒漆で塗り込めた拵で、平安時代から室町時代まで実戦用として最も一般的に使われた。この拵は、鞘に大きな三日月が銀鈿でデザインされ、鐔は鉄の丸形、金具は黒い赤銅に繊細な秋草の毛彫りがあり、柄と渡巻には金茶色の糸を巻く。戦国武将上杉謙信の所用と伝えられ、持ち主の好みを表している。中の太刀は、鎌倉時代初期の豊後国行平の作。
- 木造大日如来坐像 大阪府河内長野市・河合寺旧蔵

平安時代(12世紀) 木造漆箔 高 92.2cm
大日如来は、密教で世界の中心にいると考えられている仏である。「金剛界大日如来」と「胎蔵大日如来」とがあり、それぞれ印相が異なる。この像は左人差し指を右手で握る智拳印を結ぶ、金剛界の大日如来である。半眼で穏やかな表情、丸みを帯び均整のとれた体躯、このような仏像の姿を「定朝様式」といい、平安時代に都を中心に流行した。本像は大阪府河内長野市の河合寺にあったもので、周辺地域にも都の流行が伝わっていたことがわかる。
登録有形文化財
- 隆泉苑
- 隆泉苑表門